# Gare de Ben Zireg
La gare de Ben Zireg, ou gare de Ben-Zireg, est une ancienne halte ferroviaire algérienne située sur le territoire de la commune de Béchar, dans la wilaya de Béchar.

## Situation ferroviaire
Établie à une altitude de 959,500 m, la gare est située au point kilométrique (PK) 599,323 de la ligne de Oued Tlelat à Béchar, où elle est précédée de la gare fermée de Bou Aïch et suivie de la gare fermé de Hassi El Haouari.

## Histoire

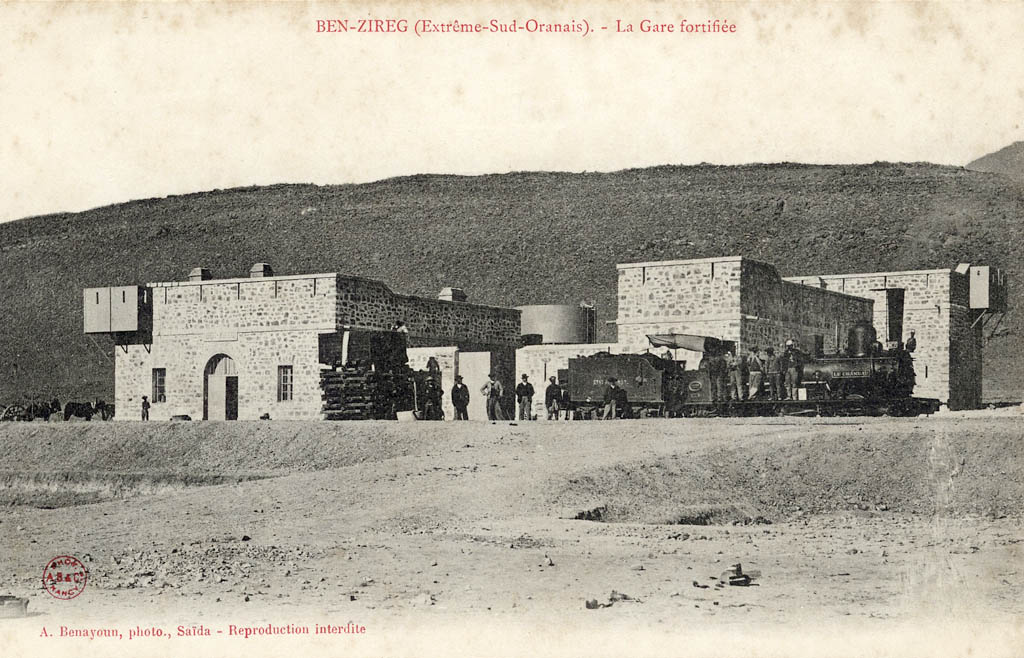
La gare au début du XXe siècle.

La gare est mise en service en 1905 lors de l'ouverture de la section de Beni Ounif à Ben Zireg de l'ancienne ligne à voie étroite d'Oran à Kenadsa via Saïda. Précédée de l'ancienne gare de Bou Aïch et suivie de l'ancienne gare de Hassi El Haouari, elle était située au PK 697,400 de cette ligne,,.
Cette gare fait partie des gares fortifiées en Algérie construites par l'armée française entre 1881 et 1906 le long de la ligne entre Saïda et Béchar.

## Service des voyageurs

### Dessertes
En 2023, cette halte n'est pas desservie par les trains de la Société nationale des transports ferroviaires.